# Mochnate (rejon turczański)
Mochnate (ukr. Мохнате) – wieś na Ukrainie, w obwodzie lwowskim, w rejonie stryjskim (do 2020 roku w rejonie turczańskim) nad Stryjem. Najniższą jednostką administracji, której podlega Mochnate, jest rada wiejska (silska rada) w Mochnatem. Liczy około 306 mieszkańców.

## Historia
Pierwsze wzmianki o wsi pochodzą z 1593. W 1921 liczyła około 807 mieszkańców. W latach 1772–1918 pod zaborem austriackim w składzie Królestwa Galicja i Lodomerii, od 1867 w ramach nowo powstałego powiatu turczańskiego. W regionie dobrze rozwinął się przemysł drzewny a wielki wpływ miała na to bliskość spławnych rzek, Dniestru oraz Stryja.
W latach 1919–1939 miejscowość administracyjnie należała do Polski. Znajdowała się w województwie lwowskim, w powiecie turczańskim nieopodal granicy polsko-czechosłowackiej a od marca 1939 polsko-węgierskiej. W 1920 znalazła się na terenie działań wojennych okresu wojny polsko-bolszewickiej.
Podczas wyborów parlamentarnych w Polsce w 1922 frekwencja wyborcza w Mochnatem i powiecie turczańskim była stosunkowo wysoka, bo wyniosła ok. 60% mimo bojkotu wyborów przez ludność ukraińską. We Lwowie i na Podolu frekwencja ta była znacznie niższa. Zwyciężył PSL "Piast" przed blokiem chadecko-endeckim.
Podczas wyborów parlamentarnych w Polsce w 1928 w Mochnatem i powiecie turczańskim wygrały listy polskie (ok. 55%) przed ukraińskimi (ok. 25%), starorusińskimi (ok. 10%) i żydowskimi (ok. 5%).
Przed II wojną światową w Mochnatem mieszkało ok. 800 osób.
W 1902 wzniesiono zabytkową, drewnianą cerkiew oraz dzwonnicę.
Od II połowy września 1939 pod okupacją sowiecką, następnie od czerwca 1941 do września 1944 pod okupacją niemiecką (od 1 sierpnia 1941 w składzie Dystryktu Galicja Generalnego Gubernatorstwa). W czasie II wojny światowej okolice Mochnatego były miejscem działania nacjonalistów ukraińskich. W pobliskim Wysocku Wyżnem, Komarnikach i Dołżyku doszło do zbrodni na ludności cywilnej.
W powojennym okresie USRR w Mochnatem istniał oddział państwowego gospodarstwa rolnego "Karpaty" w Husnem Niżnem, mający 978 ha gruntów rolnych i 730 ha lasów. Specjalizację: rośliny lenne, ziemniaki, mięso i hodowla bydła mlecznego.

## Komunikacja
Przez środek wsi przebiega droga lokalna T1423 prowadząca z okolic Boryni na północnym zachodzie właśnie do Matkowa i Mochnatego, gdzie łączy się z drogą magistralną znaczenia międzynarodowego M06. W miejscowości brak przystanku kolejowego, a najbliższy znajduje się w Turce. W okolice Mochnatego docierają również tzw. marszrutki, czyli prywatne busy, m.in. ze Stryja i Lwowa.

## Ważniejsze obiekty
- Cerkiew greckokatolicka z 1902